# Timon Wellenreuther
Timon Wellenreuther (ur. 3 grudnia 1995 w Karlsruhe) – niemiecki piłkarz występujący na pozycji bramkarza. Zawodnik holenderskiego Feyenoordu.

## Kariera klubowa
Wellenreuther jest wychowankiem klubu Bulacher SC. Przez następne lata grał także w SVK Beiertheim, SpVgg Durlach-Aue oraz Astorii Waldorf. W 2010 roku trafił do Karlsruher SC. Timon spędził tam 3 lata, grając w drużynach U-17 i U-19. W 2013 roku trafił do FC Schalke 04. 3 lutego 2015 roku zaliczył oficjalny debiut w barwach Schalke w Bundeslidze przeciwko Bayernowi Monachium. Wszedł na boisku w 46. minucie za kontuzjowanego Fabiana Giefera. Mecz zakończył się wynikiem 1-1. Po tym występie grał w kolejnych 7 spotkaniach, raz zachowując czyste konto. Po przegranym spotkaniu z Bayerem 04 Leverkusen usiadł na ławce rezerwowych już do końca sezonu.
W sezonie 2015/2016 udał się na wypożyczenie do drugoligowej Mallorci. Zaliczył tam udany sezon, notując na koncie 33 występów w podstawowym składzie. Jednak nie ustrzegł się pewnego występku: po przegranej 3:2 z rezerwami Athleticu Bilbao zwrócił się wulgarnie do sędziego, przez co został zawieszony na trzy mecze przez hiszpański sąd arbitrażowy. W następnym sezonie wrócił do Schalke, jednak nie mogąc się przebić przez cały sezon do pierwszego składu, wraz z końcem sezonu zdecydował się opuścić niemiecki klub na rzecz holenderskiego Willem II Tilburg.
| Sezon   | Klub                     | Kraj      | Rozgrywki        | Mecze | Bramki |
| ------- | ------------------------ | --------- | ---------------- | ----- | ------ |
| 2014/15 | FC Schalke 04            | Niemcy    | Bundesliga       | 8     | 0      |
| 2015/16 | RCD Mallorca (wyp.)      | Hiszpania | Segunda División | 33    | 0      |
| 2016/17 | FC Schalke 04            | Niemcy    | Bundesliga       | 0     | 0      |
| 2017/18 | Willem II Tilburg        | Holandia  | Eredivisie       | 15    | 0      |
| 2018/19 | Willem II Tilburg        | Holandia  | Eredivisie       | 29    | 0      |
| 2019/20 | Willem II Tilburg        | Holandia  | Eredivisie       | 25    | 0      |
| 2020/21 | RSC Anderlecht           | Belgia    | Pro League       | 23    | 0      |
| 2021/22 | Willem II Tilburg (wyp.) | Holandia  | Eredivisie       | 31    | 0      |
| 2022/23 | Feyenoord (wyp.)         | Holandia  | Eredivisie       | 25    | 0      |